# Alplångöra
Alplångöra (Plecotus macrobullaris) är en fladdermus i familjen läderlappar som förekommer i Europa och i västra Asien.
Taxonet beskrevs 1965 som underart till långörad fladdermus (Plecotus auritus) eller till grå långörad fladdermus (Plecotus austriacus). Året 2002 fick två nyupptäckta populationer i Alperna de nya vetenskapliga namnen Plecotus alpinus och Plecotus microdontus. Ett år senare blev det känt att de är identiska med Plecotus macrobullaris.

## Utseende
Med 3,7 till 4,6 cm långa underarmar är arten medelstor bland europeiska fladdermöss. Den har liksom andra släktmedlemmar stora öron. Det finns en tydlig gräns mellan den gråa, bruna eller gråbruna pälsen på ovansidan och den ljusgråa till vita pälsen på undersidan. Håren som bildar ovansidans päls är nära roten mörkast. Kännetecknande är en liten trekantig knöl (eller kudde) nedanför munnen. Alplångöra har en brun till ljusbrun flygmembran.

## Utbredning
Fladdermusen förekommer främst i bergstrakter från Pyrenéerna över Alperna och Balkanhalvön till Anatolien, Kaukasus, Iran och Syrien. Den når upp till 2800 meter över havet och den hittas även i låglandet. Arten vistas i olika habitat. Den registrerades i Schweiz i lövfällande skogar, i buskskogar och över ängar. I Pyrenéerna är den känd från övergångszoner mellan tät och öppen växtlighet samt från odlade områden men den undviker täta skogar. Vid Medelhavet besöker Plecotus macrobullaris löv- och barrskogar.

## Ekologi
Under sommaren upptäcktes vilande individer i byggnader, bland annat i kyrktorn. För vinterkvarteren saknas uppgifter.
För arten registrerades ett ytterst komplext rop, där frekvenssvepet börjar med hög frekvens och sveper nedåt. Den kortaste signalen varde bara i 0,8 ms och frekvensen minskade från 46 kHz till 23 kHz. Den längsta signalen var 7,3 ms lång med en minskning från 42 kHz till 15 kHz.
Arten jagar fjärilar som troligen kompletteras med tvåvingar och skalbaggar. Före ungarnas födelse bildar honor egna flockar (eller kolonier) som är skilda från hannarna och som har högst ett tiotal medlemmar.

## Status
Troligen påverkas arten när slitna byggnader blir återställd. Även landskapsförändringar kan påverka fladdermusen. Alplångöra förekommer i flera naturskyddsområden och den listas av IUCN som livskraftig (LC).